# Vietnam's Next Top Model
Vietnam's Next Top Model è un reality show vietnamita in cui un certo numero di aspiranti modelle competono per il titolo di miglior modella vietnamita e per la possibilità di iniziare la loro carriera nel settore della moda.
La prima stagione è andata in onda il 30 settembre 2010; la finale si svolge in diretta su VTV3.

Lo svolgimento del reality è uguale agli altri: come per America's Next Top Model, le ragazze alloggiano tutte insieme in una casa e il giudice di testa è una modella locale famosa, Nguyễn Vũ Hà Anh per la prima edizione (che ha sostituito all'ultimo momento Nathan Lee, modello vietnamita che era stato scelto come conduttore), Nguyễn Xuân Lan per la seconda e la terza, Phạm Thị Thanh Hằng per la quarta.
 Trương Ngọc Ánh è subentrata come conduttrice per l'ottava stagione.
Allo show partecipano ragazze la cui età sia compresa tra i 18 e i 25 anni e la cui altezza sia minimo di 165 cm (salita a 170 cm dalla seconda edizione).

La vincitrice riceve un contratto con l'agenzia di moda CA e Talent Agency per un contratto di due anni del valore di 50000 $, un viaggio pagato negli USA per uno stage con la Wilhelmina Models.

La quarta stagione ha visto in gara per la prima volta anche concorrenti uomini; la concorrente Ngô Thị Quỳnh Mai ha partecipato, nel 2016, alla quarta edizione di "Asia's Next Top Model" col nickname di "Mai Ngo" e alla prima edizione di "The Face"

Il meccanismo eliminatorio è uguale al format originale: i giudici commentano la performance e le fotografie di ogni singolo concorrente e dopo aver deliberato, stilano una classifica, dove chi si trova alla fine è in lizza per essere eliminato; in genere uno o due concorrenti sono chiamati ad abbandonare la competizione, ma nel terzo episodio della quarta stagione, gli eliminati sono stati ben quattro (tre ragazze ed un ragazzo).

La quinta edizione ha nuovamente visto un cast misto, 9 ragazzi e 7 ragazze, per un totale di 16 finalisti e si è conclusa con la vittoria a sorpresa di due concorrenti anziché uno solo (per la prima volta nella storia dell'intero franchising).

La sesta edizione, andata in onda dal 2 agosto all'11 ottobre 2015, ha nuovamente visto la partecipazione sia di ragazze che di ragazzi, per un totale di 14 concorrenti; una di loro era alta ben 190 cm. 

La settima edizione è andata in onda dal 17 luglio al 2 ottobre 2016 con il sottotitolo di "Break The Rules" (Rompi le regole), in quanto è stata data l'opportunità di partecipazione a concorrenti anche molto al di sotto dell'altezza standard minima utilizzata solitamente per competere, come ad esempio la concorrente La Thanh Thanh, alta solo 154 cm.
Dal 24 giugno al 9 settembre è andata in onda l'ottava stagione del programma, sotto la conduzione di Trương Ngọc Ánh; questa edizione ha visto la partecipazione di sole donne, tutte ex concorrenti del passato (il sottotitolo di questa stagione è infatti All Star), più due modelle vincitrici di un concorso online.

## Edizioni
| Stagione | Data d'inizio     | Vincitori                           | Secondi classificati                                    | Altri concorrenti | Numero di concorrenti | Destinazione internazionale     |
| -------- | ----------------- | ----------------------------------- | ------------------------------------------------------- | --- | --------------------- | ------------------------------- |
| 1        | 30 settembre 2010 | Khiếu Thị Huyền Trang               | Nguyễn Thị Tuyết Lan                                    | Lại Thị Thanh Hương, Trần Lê Hoài Thương, Bùi Thị Thu Thùy, Nguyễn Thanh Hằng, Bùi Thị Hoàng Oanh, Nguyễn Diệp Anh, Hồ Mỹ Phương, Phạm Thị Hương, Nguyễn Giáng Hương, Đàm Thu Trang, Trần Thị Thu Hiền, Đỗ Thị Thanh Hoa, Nguyễn Thu Thủy                                                                                     | 15                    | Phan Thiết                      |
| 2        | 25 settembre 2011 | Hoàng Thị Thùy                      | Nguyễn Thị Trà My                                       | Lưu Khánh Linh, Kikki Le, Huỳnh Thị Kim Tuyền, Dương Thị Dung, Phan Ngọc Phương Nghi, Nguyễn Thị Hoàng Oanh, Nguyễn Thùy Dương, Lê Thị Phương, Trần Thanh Thủy, Nguyễn Thị Tuyết, Nguyễn Thị Phương Anh, Nguyễn Thị Thùy Trang, Lê Thị Thúy                                                                                   | 15                    | Buôn Ma Thuột Singapore Bangkok |
| 3        | 19 agosto 2012    | Mai Thị Giang                       | Kha Mỹ Vân                                              | Nguyễn Thị Châm, Nguyễn Thị Hằng, Lương Thị Kim Loan, Lê Thị Hằng, Cao Thị Hà, Lê Thanh Thảo, Đỗ Thu Hà, Vũ Thị Minh Nguyệt, Nguyễn Thị Nhã Trúc, Nguyễn Thị Ngọc Thúy, Dương Thị Thanh, Nguyễn Thị Ngân, Cao Thị Thiên Trang                                                                                                 | 15                    | Hạ Long New York                |
| 4        | 6 ottobre 2013    | ♀ Mâu Thị Thanh Thủy                | ♂ Vũ Tuấn Việt                                          | ♂ Nguyễn Quốc Minh Tòng, ♀ Ngô Thị Quỳnh Mai, ♀ Lê Uyên Phương Thảo, ♀ Đỗ Thị Kim Ngân, ♂ Tạ Thúc Bình & ♀ Phan Thị Thùy Linh, ♀ Phạm Thị Kim Thoa, ♂ Trần Mạnh Kiên, ♂ Nguyễn Trần Trung & ♀ Đinh Hà Thu, ♀ Nguyễn Thị Thanh, ♂ Trần Quang Đại, ♀ Nguyễn Thị Hằng & ♂ Dương Mạc Anh Quân, ♀ Nguyễn Thị Chà Mi, ♂ Lê Văn Kiên | 18                    | Nha Trang Singapore Parigi      |
| 5        | 1º novembre 2014  | ♀ Nguyễn Thị Oanh & ♂ Tạ Quang Hùng | ♀ Cao Thị Ngân, ♂ Phạm Duy Anh & ♀ Tiêu Ngọc Linh       | ♂ Hồ Văn Nam & ♂ Nguyễn Văn Thắng, ♀ Nguyến Thị Thanh Tuyền, ♂ Lê Đức Anh, ♀ Lê Thị Kim Dung, ♀ Trần Yến Nhi & ♂ Phạm Công Toàn, ♀ Chế Nguyễn Quỳnh Châu & ♂ Lê Đăng Khánh, ♂ Phạm Tấn Khang, ♂ Đặng Văn Hội | 16                    | Sydney Bangkok Roma & Milano    |
| 6        | 2 agosto 2015     | ♀ Nguyễn Thị Hương Ly               | ♀ Lương Thị Hồng Xuân, ♀ Nguyễn Thị Hợp & ♂ Võ Thành An | ♂ Nguyễn Thành Quốc, ♀ Nguyễn Thị Kim Phương & ♂ Trần Hải Đăng, ♂ Hoàng Gia Anh Vũ, ♂ Hoàng Anh Tú, ♀ H' Hen Nie & ♀ Đào Thị Thu, ♀ Nguyễn Thị Hồng Vân, ♂ Đinh Đức Thành & ♂ K' Brơi | 14                    | Nha Trang Singapore Roma        |
| 7        | 17 luglio 2016    | ♀ Nguyễn Thị Ngọc Châu              | ♂ Nguyễn Huy Quang & ♀ La Thanh Thanh                   | ♂ Phạm Gia Long & ♀ Nguyễn Thị Thuỳ Dung, ♂ Trương Bùi Hoài Nam & ♂ Nguyễn Duy Minh & ♀ Hà Thị Út Trang, ♀ Nguyễn Anh Thư, ♂ Hoàng Minh Tùng, ♂ Bùi Huy Dương & ♀ Nguyễn Thị Phương, ♀ Vũ Trần Kim Nhã, ♀ Trần Thị Thùy Trâm, ♀ Trịnh Thu Hường & ♀ Nguyễn Thiếu Lan, ♀ Trần Thị Thùy Trang & ♂ Nguyễn Minh Phong             | 18                    | Nha Trang Sydney                |
| 8        | 24 giugno 2017    | Lê Thị Kim Dung                     | Nguyễn Thị Chà Mi & Nguyễn Thùy Dương                   | Eliminate: Nguyễn Thị Phương Oanh, Lương Thị Hồng Xuân, Nguyễn Hồng Anh & Trần Thị Thuỳ Trâm, Nguyễn Thị Hoàng Oanh, Lại Thị Thanh Hương, Kikki Lê, Nguyễn Thị Hợp, Cao Thị Ngân & Cao Thị Thiên Trang | 13                    | Seul                            |